# Maria Teresa Vernet
Maria Teresa Vernet i Real (Barcelona, 7 de marzo de 1907 - Barcelona, 16 de febrero de 1974) fue una novelista, poeta y traductora anterior a la guerra civil española.
Estudió música, literatura y filosofía, cultivó la novela psicológica y en 1934 ganó el premio Joan Crexells de narrativa con Les algues roges, - novela en la que por primera vez se visibiliza la sexualidad femenina en una obra literaria - convirtiéndose en la primera mujer en ganar este premio.La obra de Vernet es una pieza clave para entender el cambio que se produjo en la figura de la mujer en la época de la República siendo la autora, según Anna Murià «de más sobresaliente personalidad literaria femenina de la preguerra». Vernet utiliza la literatura para mostrar nuevos referentes vitales a las mujeres de la época, se puede describir su personalidad como básicamente feminista.
Maria Teresa Vernet es una figura relevante de la nómina de autoras de la República que participaron en la normalización de la cultura catalana por su condición de ser la primera novelista —y única entre 1926 y 1931— con éxito de público, de crítica y, por lo tanto, autora con proyección.

## Biografía
Pasó la infancia en Vilanova de Escornalbou, de donde era su padre, un maestro de escuela de la República que educó a su única hija en el marco de la libertad del individuo y la promoción intelectual. Poco después, se mudaron al barrio del Raval de Barcelona, ciudad donde Vernet vivió, salvo los periodos en que viajó, hasta su muerte el 1974.
Su formación incorpora ámbitos diversos cómo son la música —era cantante y tocaba el piano, e incluso llegó a publicar una antología de autores—, la literatura —menos del teatro, en todos los ámbitos— o la filosofía. Acabó el bachillerato e inició los estudios superiores. Una enfermedad, hizo que los tuviera que abandonar.
Mujer de gran bagaje cultural, tiene una galería de influencias que van desde los autores que marcan sus obras —Spinoza, Platón, Descartes o Leibniz—, hasta los que tradujo —Huxley, Joyce, Greene, Swinnerton, etc.
A partir de 1925, Vernet aparece puntualmente con algunas prosas y breves relatos en revistas como Art Novell o D'Ací i d'Allà, pero fue gracias a la segunda edición del Concurso de Novelas (1925) convocado por «La Novel·la d'Ara»  que pudo publicar su primera obra, Maria Dolors, a finales de marzo de 1926. Una reseña de Farran i Mayoral —que fue su mentor— en La Veu de Catalunya fue el punto de salida para la autora, de quien destacaban la calidad formal —lengua y estilo— y su modernidad temática y de género.
La trayectoria literaria de Vernet es regular y progresiva, si bien Neus Real apunta un «decaimiento» en los años anteriores a la Guerra Civil Española. La regularidad, a la vez, demuestra que Maria Teresa Vernet consiguió profesionalizarse en el mundo de las letras, cuando más tarde lo hizo Aurora Bertrana. Vernet también tuvo una vertiente social: era habitual del Ateneo Barcelonés, pero dónde más se dejó sentir fue en el Club Femenino y de Deportes de Barcelona donde, junto con Anna Murià o Enriqueta Sèculi apostaron porque la mujer tuviera una culturización que le permitiera liberarse de la dependencia absoluta del hogar y abrirse camino en la nueva sociedad que la República proyectaba. También formó parte del Club de los Novelistas y de la Asociación de Escritores Catalanes.
La Guerra Civil interrumpió abruptamente su carrera. No quiso reeditar sus obras bajo el paraguas de la dictadura que le frenó la vida y la carrera, y se dedicó únicamente a la traducción y a colaborar en la prensa de manera puntual. Era consciente de que ya no disfrutaba del prestigio y el reconocimiento anterior. Murió el 1974, soltera y sin descendencia.

## Obra

### Novela
- Maria Dolors, 1926
- Eulàlia, 1927
- El Perill, 1930
- El camí reprès, 1930
- Presó oberta, 1931
- Final i preludi, 1933
- Les algues roges, 1934
- Elisenda, 1935

### Poesía
- Poesies I, 1929
- Poesies II, 1931

### Traducciones
- Nocturn, de Frank Swinnerton
- Retrat de l'artista adolescent, de James Joyce
- Dues o tres gràcies, de Aldous Huxley

### Obras a los Juegos Florales de Barcelona
- Tríptic. Les tres donzelles, 1924[4]
- Dessota tàlem d'atmetller florit, 1924[5]
- Nit d'abril, 1924[6]
- Parla l'aimat, 1924[7]
- Dues cançons. De l'amor, 1924[8]
- En el camí, 1924[9]
- A Montanya, 1924[10]
- Les flors del atmetller, 1924[11]
- Primera branca d'ametller florit, 1926[12]
- L'Etern neguit, 1926[13]
- La Nostra Vinya, 1926[14]

## Reconocimientos póstumos
En 2007 el Instituto Catalán de las Mujeres le dedicó una exposición para rendirle homenaje por "la defensa del papel que debía jugar la mujer en la normalización de la literatura catalana".
En 2024 se reeditó El Perill i altres relats, edición a cargo de M. Àngels Cabré.
El PEN catalán, la Associació d’Escriptors en Llengua Catalana (AELC) y el Ateneu Barcelonès  realizaron un homenaje a la novelista y la presentación del album: Maria Teresa Vernet. Novel.lista d'èxit abans de la guerra en el Instituto Catalán de las Mujeres.